# Perophthalma lasus
Perophthalma lasus is een vlindersoort uit de familie van de prachtvlinders (Riodinidae), onderfamilie Riodininae.
Perophthalma lasus werd in 1851 beschreven door Westwood.